# Giubileo della Pace e Festival Internazionale della Musica

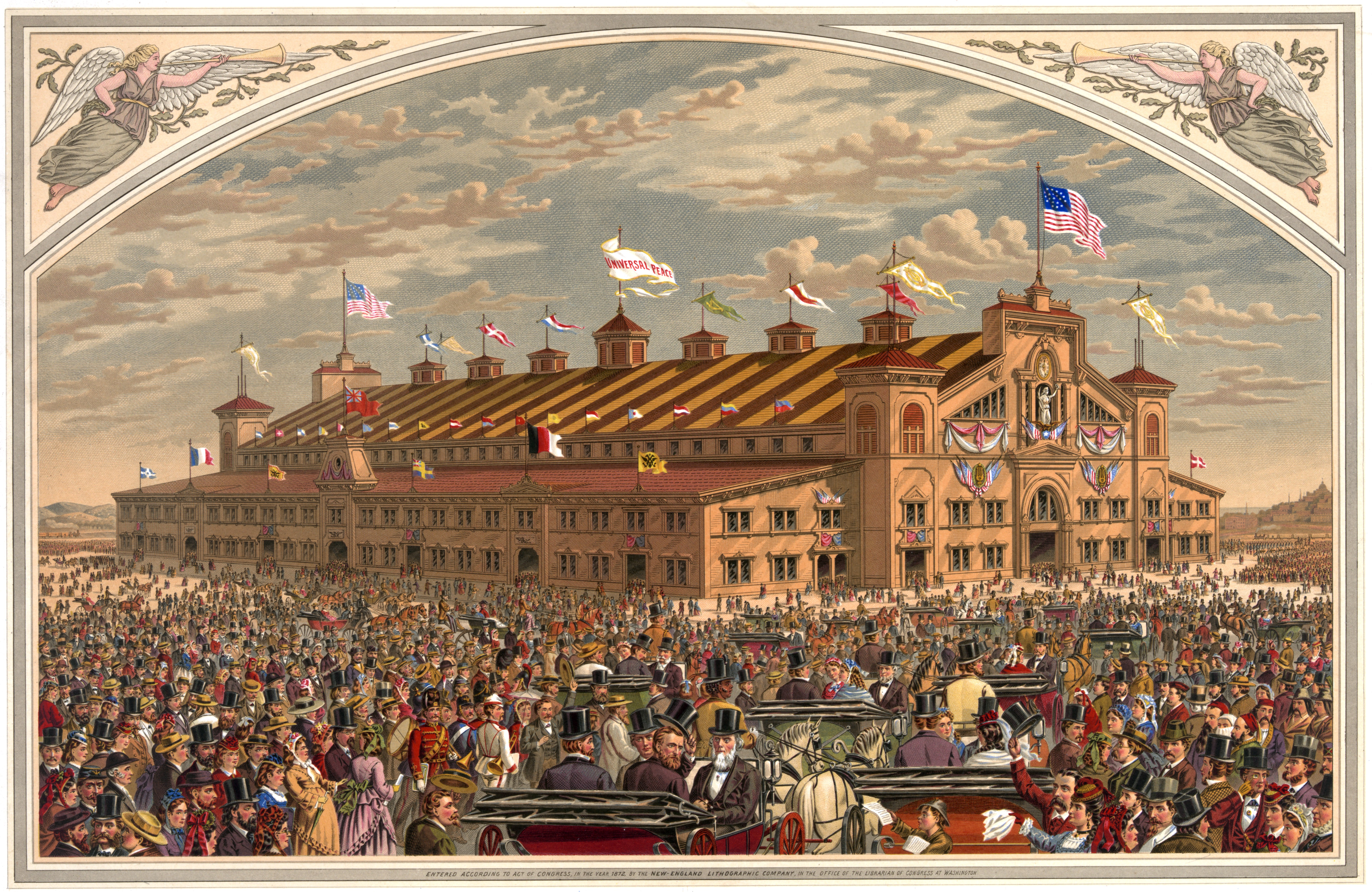
Il Coliseum del Giubileo della Pace nel Mondo nel 1872

Il Giubileo della Pace e Festival Internazionale della Musica si tenne a Boston, nel quartiere di Back Bay. Diretto dal maestro di banda Patrick Sarsfield Gilmore, durò 18 giorni, dal 17 giugno al 4 luglio 1872 e avvenne durante la presidenza di Ulysses S. Grant. L'evento celebrò la fine della Guerra franco-prussiana.

## Storia
Per quest'avvenimento ben pubblicizzato, di alto profilo e fervidamente atteso, l'architetto William G. Preston realizzò un'immensa struttura capace di accogliere centomila persone, con un costo complessivo di mezzo milione di dollari.
Molti musicisti si esibirono al giubileo, tra essi ricordiamo Johann Strauss (figlio) e Julius Benedict.

## Galleria d'immagini

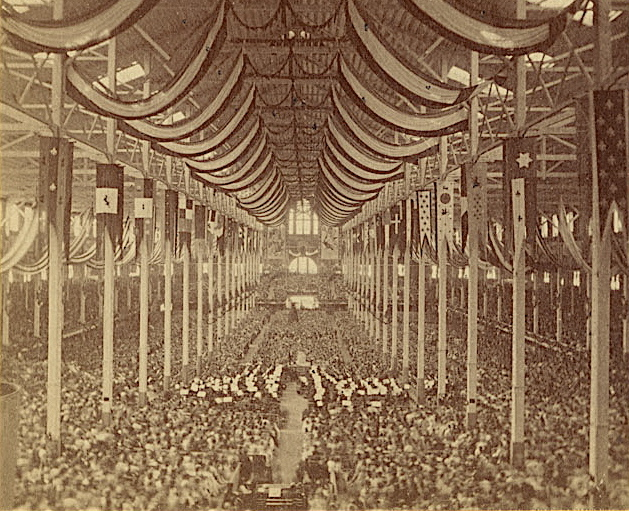
Giubileo della Pace, Boston, 1872
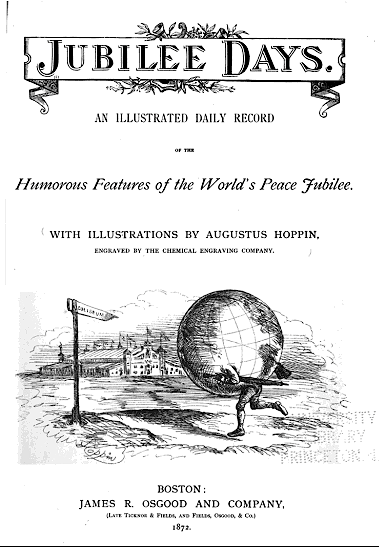
I giorni del Giubileo, June 1872
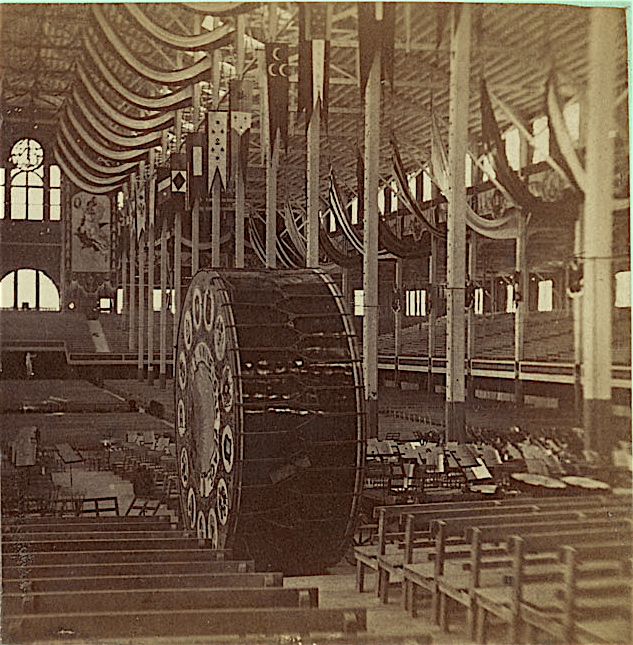
Giubileo della pace, Boston, 1872
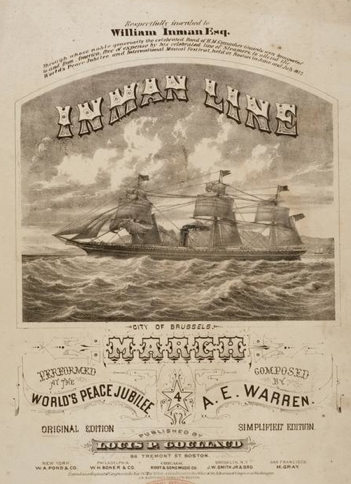
Copertina dello spartito della "Inman Line March," eseguita al giubileo
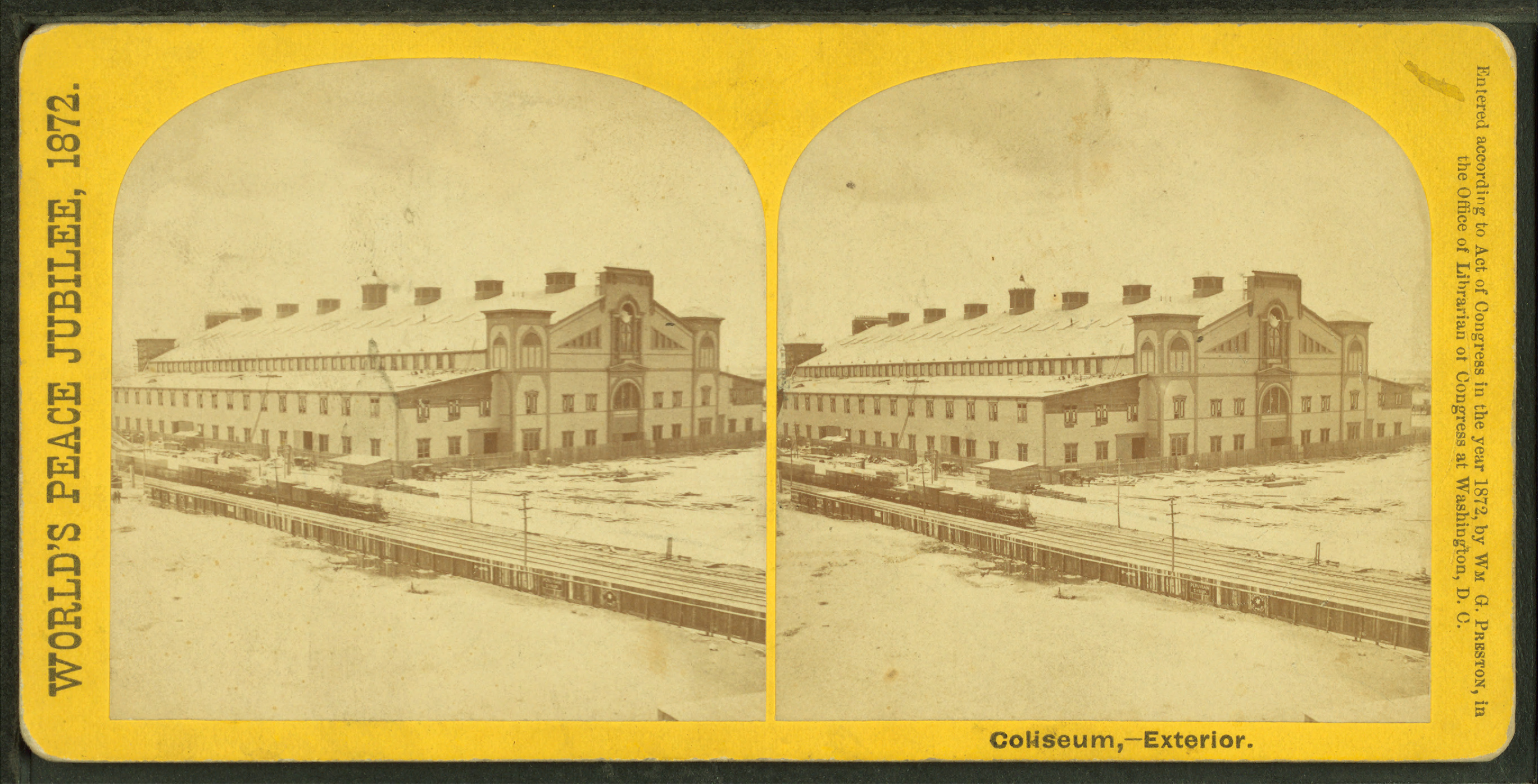
Il Coliseum